# Modprobe

modprobe — команда Linux для загрузки модулей ядра. Находится в пакете «kmod»

## Синтаксис
```
modprobe
 
[
модуль
]

modprobe
 
-r
 
[
модуль
]

```

## Описание
Команда modprobe предназначена для загрузки или выгрузки модулей ядра. Чтобы загрузить модуль ядра, вы должны передать команде название модуля ядра.
```
modprobe
 
zfs

```

Чтобы удалить модуль ядра, вам нужно передать программе опцию -r.
```
modprobe
 
-r
 
zfs

```

## Опции
-a, --all
Вставить имена всех модулей в консоль.
-b, --use-blacklist
Использовать чёрный список модулей из конфигурационного файла (если есть).
-C, --config
Переопределение используемого конфигурационного файла.
-c, --showconfig
Вывести содержимое конфигурационного файла и выйти.
--dump-modversions
Вывести список информации о версиях модуля, требуемой модулем.
-d, --dirname
Корневая директория для модулей, по умолчанию: «/».
--first-time
По умолчанию, modprobe закончит успешно если будет совершена попытка убрать неактивированный модуль, или активировать уже активированный модуль. Эта опция заставляет программу не заканчиваться успешно в таких ситуациях.
--force-vermagic
Удаляет информацию о версиях из модуля, если ядро отказывается загружать модуль из-за несоответствий версий.
--force-modversion
Подобна опции выше, но удаляет расширенную информацию из модуля, если он скомпилирован с флагом CONFIG_MODVERSIONS.
-f, --force
Подобна двум опциям выше, но удаляет любую информацию о версиях
-i, --ignore-install, --ignore-remove
Игнорировать команды установки/удаления конфигурационного файла модуля (если он есть).
-n, --dry-run, --show
Программа работает в обычном режиме, за исключением настоящей установки/удаления модулей.
-q, --quiet
Программу не выведет ошибку, если попытается установить/удалить модуль который не может найти, но она всё равно выдаст ненулевой код выхода.
-R, --resolve-alias
Вывести имена всех модулей, которые подходят под сокращение.
-r, --remove
Удалить модуль, вместо установки.
-S, --set-version
Установить версию ядра, вместо получения её из uname.
--show-depends
Показать зависимости модуля, включая сам модуль.
-s, --syslog
Программа выводит информацию в syslog вместо консоли.
-V, --version
Вывести версию программы и выйти.
-v, --verbose
Более подробно описывать процесс работы программы.

## Комментарии
1. ↑  Ранее — в «module-init-tools». В большинстве современных дистрибутивов, на замену module-init-tools пришёл kmod